# Svoge
Svoge (bulharsky Своге) je město ležící v západním Bulharsku, v soutěsce řeky Iskăr v západní Staré planině. Je správním střediskem stejnojmenné obštiny a má necelých 8 tisíc obyvatel.

## Historie
Historie města se odvíjí do starověku, přesněji od thrácké doby, a je spojena nejspíše s kmenem Triballů, jak dokládají místní vykopávky, které však nejsou systematické. Datování nálezů víceméně svědčí o existenci několika sídel, stejně jako o jejich propojení s okolním, zejména řeckým světem. V obci se nacházejí zbytky po thrácekém opevnění. Předpokládá se, že poblíž obce proběhla bitva mezi thráckými kmeny a Filipem Makedonským, v níž byl těžce raněn a zůstaly mu trvalé následky. Tato oblast hrála roli ve vazbách mezi severními částmi dnešního Bulharska a egejským pobřežím. Od dob rané Byzantské říše se v okolí zachovaly zbytky asi tuctu pevností postavených proti invazi Gótů, Slovanů, Avarů a Prabulharů a zesílených během rozsáhlé stavební činnosti císaře Justiniána I. Z dob první a druhé Bulharské říše se zachovaly také zbytky opevnění na hoře Grochoten nad městem. Říká se, že místní název Latinci pochází z dob křížových výprav, kdy se zde usadila část procházejících vojáků. Ze 14. století se dochoval kostel sv. Paraskevy. V okolí se nacházejí kláštery, některé údajně velmi staré.
Během osmanské nadvlády se počet obyvatel zvýšil díky tomu, že oblast ztratila strategický význam a do odlehlého místa utíkali Bulhaři z méně klidných oblastí. Přesto zde v 18. století vzniklo silné hajducké hnutí. Roku 1871 odtud  vyrazil na svoji misi Vasil Levski s cílem zakládat revoluční výbory. Když se Svoge stalo v roce 1878 součástí Bulharského knížectví, bylo hospodářsky poměrně zaostalé – hlavním zaměstnáním obyvatel bylo primitivní zemědělství a pastevectví a těžba dřeva. Rozvoj nastal až s výstavbou železnice Sofie-Roman na konci 19. století. Se zprovozněním trati v roce 1897 přišel zlom ve vývoji obce. Kolem místního nádraží vzniklo koncentrované osídlení, dosud roztříštěné. V roce 1900 sem bylo z dědiny Iskrec přemístěno sídlo obštiny a díky svému strategickému položení si Svoge upevňovalo hospodářské postavení. Spolu s ním se také rozvíjela kultura a osvěta: byla založena škola a v roce 1907 byla postavena knihovna. V roce 1927 byl vysvěcen nový chrám sv. Petra a Pavla. Na město bylo Svoge povýšeno v roce 1964.

## Obyvatelstvo
Ve městě žije 7 814 obyvatel a je zde trvale hlášeno 7 994 obyvatel. Podle sčítání 1. února 2011 bylo národnostní složení následující:
- Bulhaři: 7 797 (98.8 %)
- Romové: 62 (0.8 %)
- Turci: 3 (0.0 %)
- ostatní: 26 (0.3 %)